# Tres impromptus (Gerhard)
Los Tres impromptus es una obra de Roberto Gerhard formada por un conjunto de piezas breves para piano (1. Giochevole, 2. Teneramente, 3. Impetuoso, con fierezza) y compuesta en 1950 durante el exilio de Gerhard en Cambridge, Reino Unido. La obra está dedicada a los condes de Harewood y fue estrenada en 1955 en Londres por Albert Ferber. En España el estreno tuvo lugar en Barcelona en el mes de abril de 1957, interpretada por Jaume Padrós. 

## Contexto creativo
Toda la literatura disponible acerca de la trayectoria vital y compositiva de Roberto Gerhard coincide en que la entrada de la década de los 50 viene acompañada de una intensa reflexión teórica, que deriva en un cambio de rumbo en su estética musical. De este modo, lleva a cabo un replanteamiento de su postura con respecto al dodecafonismo de Schönberg y al serialismo integral que se empieza a extender entre los compositores de vanguardia de la época, tras una década en la que domina el carácter hispánico en todas sus obras. Esto da lugar a la concepción de un nuevo sistema compositivo personal, denominado por el propio Gerhard como campo serial total en 1956, y cuyas características sintetiza Joaquim Homs:
1. Segmentación de la serie de doce tonos en grupos de tres o cuatro notas y el uso de permutaciones entre los tonos que componen cada grupo.
2. Reintegrar el concepto de escala en el orden serial; escala compuesta por las notas de cada hexacorde dispuestas en las posiciones más próximas
3. No utilizar las series en funciones temáticas, sino como código combinatorio.

Este nuevo método está enormemente influenciado por el conocimiento adquirido en otras disciplinas como la filosofía y la ciencia, como son los principios de la física cuántica, los últimos avances en biología o la reflexión coetánea acerca de las nociones de libertad e individuo, a través de la lectura de autores como Paul Valéry o Whitehead, entre otros. Además, cabe destacar que en su exposición teórica del sistema se distancia de la "aberración academicista" del novedoso serialismo integral y apela a la necesidad de una creación "imaginativa" por parte del compositor, si bien su propio método está lleno de normas y restricciones, que él considera que son el sistema de referencia necesario para inscribir y delimitar la creación musical.
No obstante, todo este proceso tiene lugar a lo largo de casi toda la década de los 50 y se va materializando progresivamente en la producción de estos años, por lo que los Tres impromptus muestran únicamente los primeros pasos de lo que después se convertiría en todo un sistema completo de pensamiento estético y creativo, sirviendo de transición entre 2 etapas muy diferenciadas de su trayectoria compositiva.

## Características musicales
Si bien cada una de las 3 piezas que componen el ciclo tiene sus particularidades, todas comparten un denominador común, que consiste en la utilización de melodías populares españolas y catalanas conjugada con la aplicación libre de los principios dodecafónicos, lo cual sentará las bases del todavía primigenio campo serial total. Además, otro aspecto que proporciona unidad al ciclo es la estructura de los tempi (rápido-lento-rápido), un aspecto heredado del pasado que concuerda con el origen decimonónico del título, que remite a una forma musical que en este caso solamente sirve de inspiración espiritual y no como modelo formal directo, al igual que en el Concierto para piano y cuerdas compuesto el año siguiente (1951).  
Enmarcados en este contexto, los principios compositivos seriales del ciclo se articulan en base a una serie de proporciones obtenidas a partir de los dos hexacordos (cada uno de ellos relacionado con una mano en concreto) en los cuales el compositor divide la serie de 12 tonos empleada en las 3 piezas, de manera que estas cifras obtenidas luego determinan cuestiones ligadas a otros parámetros musicales, como la métrica, la estructura, el número de compases o las duraciones. Además, en consonancia con la filosofía de Roberto Gerhard, la parte matemática está siempre al servicio de la creatividad, lo cual deriva en que los resultados de los cálculos realizados luego se apliquen libremente, sometiéndolos a los cambios que sean necesarios (ej. redondeos, suma de dos resultados independientes...) con el fin de que se ajusten mejor a los procedimientos puramente musicales que el autor quiere llevar a cabo.
Por último, como curiosidad cabe añadir que hay testimonios que apuntan a que cada uno de los Tres impromptus es un retrato del carácter de una persona, concretamente el Conde y la Condesa de Harewood y un futuro tercer miembro de la familia, asociado a la nana central del ciclo.

### 1.Giochevole
Según Joaquim Homs, esta pieza y la siguiente son las que mantienen todavía un marcado carácter étnico que enlaza la música de Gerhard de la década anterior con la libertad en el lenguaje de la última. En este caso, el sustrato es totalmente andaluz, de manera que la escritura del piano remite constantemente a la guitarra y sus rasgueos, así como al patrón armónico más característico de esta música (la cadencia frigia andaluza), todo ello inmerso en un contexto dodecafónico. No obstante, en el ámbito melódico no hay un consenso claro acerca de cuál es exactamente la canción popular de partida, debido a las transformaciones que sufre el material durante su tratamiento serial previo a la aplicación en la obra. Se habla de que puede tratarse de un fandanguillo o, en cambio, de un polo serializado, presentado en el inicio de la pieza e identificado como El contrabandista, seguido a continuación por otra canción llamada Los pelegrinitos. 

### 2.Teneramente
Este fragmento central más lento está basado en una nana (Cançó de bressol) recogida por Joan Amades en la provincia de Tarragona (lugar de nacimiento del compositor) e incluida en su cancionero Folklore de Catalunya.  Al igual que en el caso anterior, esta melodía pasa el filtro de la serie dodecafónica y solamente es reconocible en determinados fragmentos, si bien se conserva el ambiente general de la nana en todo momento. Este uso temático de la textura musical, siendo este aspecto el portador de la información más reconocible auditivamente, también es una característica común con el primer fragmento, donde también las alusiones a otras músicas se evocan fundamentalmente a través de este parámetro.

### 3.Impetuoso, con fierezza
Para finalizar el ciclo, esta última pieza de carácter muy vivo y rítmico plasma las técnicas seriales desarrolladas por Gerhard de una forma más próxima al futuro campo serial total. De este modo, el material melódico nace íntegramente de la serie que comparten los Tres impromptus a diferencia de los 2 casos anteriores, utilizando además transposiciones de la serie (también regidas por las proporciones ya comentadas) por primera vez en la obra. Además, otra novedad destacable es la ampliación del tratamiento serial al parámetro de la métrica, de manera que los cambios de compás que tienen lugar están también determinados de esta forma. Por último, es importante señalar que una vez más tiene lugar un cambio textural importante, pero ahora libre de cualquier connotación estilística y que pone de manifiesto el nacimiento de una nueva estética serial gerhardiana, la cual será profundamente desarrollada en sus siguientes composiciones sin perder ni un ápice del contenido subjetivo de la imaginación ni de la libertad creativa que siempre ha defendido.

## Discografía
Dado que esta música no se ha popularizado y tampoco resulta sencillo encontrar la forma de aproximarse a ella, a continuación se incluye la información básica acerca del conjunto de grabaciones discográficas que se han hecho de los Tres impromptus por el momento: 
1. Ahmc PDI 801069: Antoni Besses
2. Largo 5119: Andrew Ball
3. Marco Polo 8 223867: Jordi Masó
4. Largo 5134: John Snijders
5. A. Moraleda 12941: Jordi Camell
6. Stradivarius 33404: Barcelona 216